# 那海

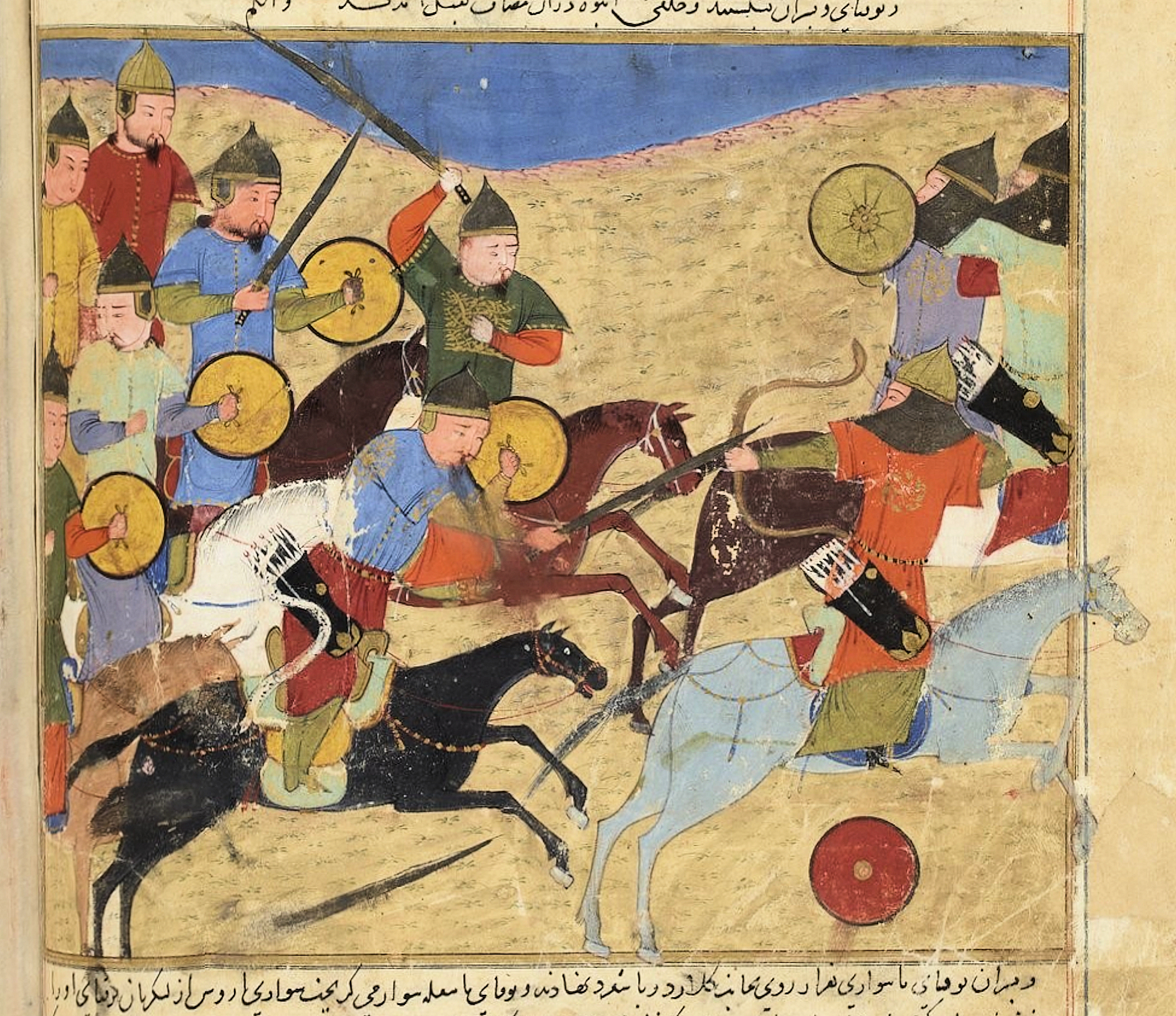

他统领一個萬人軍團；同時，他也有他的個人宮廷衛隊。他的軍團由居住在烏拉爾河的曼吉特人和諾蓋人組成，他們兩部自別一部，另成單位。後來的諾蓋汗國由他們組成。也有人說他是拔都的兄弟。他是諾蓋汗國曼吉特人的可汗，他曾經在1262於高加索的傑爾賓特與伊兒汗國作戰，不勝，在1266年，又於高加索作戰，被射瞎一眼。
他的領地大約在第聂伯河與多瑙河下游一帶（包括加里西亞、奧塞梯與羅馬尼亞一帶）。1287年，那海聲稱拔都曾授予他特殊爵位，他後來成為多瑙河下游統治者，並處理埃及和拜占庭關係。他曾干預巴爾幹事務。後來拜占庭了解蒙古的重要，皇帝米海尔八世曾把他的私生女歐佛洛緒涅·巴列奧略（Euphrosyne Palaeologina）嫁給他。忙哥帖木兒死，脫脫蒙哥即位，西方人將兩者並列，形成二元政府。西方史料稱那海為皇帝，埃及人稱他為國王，俄羅斯人稱為沙皇。也有人叫他是白帐汗国王子。他在1265-1285年多次對東歐用兵，他在1285年入侵匈牙利，1286年入侵波蘭的加里西亞，這汗國在北高加索至第聶伯河。他经常发兵巴尔干，与波兰使保加利亚成为属国。
後來脫脫即位，對他不滿，1297年那海與脫脫在顿河附近開戰，脫脫戰敗。那海在脫脫退往萨莱时，沒有繼續進逼，1299年於第聂伯河附近的波塔瓦再次開戰，脫脫勝利，脫脫軍中一名俄羅斯士兵追斬那海，那海的兒子試圖繼位，但也被打敗。
其中一個兒子恰卡逃亡到巴什基爾人那裡，後逃亡到阿蘭，再前往保加利亞，恰卡是保加利亚的一位君主。但原保加利亞王斯維托斯拉夫向脫脫稱臣。於1301年把恰卡交出，恰卡被處死。

## 家庭
- 高祖父成吉思汗铁木真
- 曾祖父朮赤
- 伯祖父拔都
- 伯祖父別兒哥
- 祖父土斡耳
- 父亲塔塔兒
- 儿子恰卡

## 資料來源
- 《蒙古與俄羅斯》第三章 金帳汗國
- 《草原帝國》 金帳汗國